# Łówcz Górny
Łówcz Górny, Łówcz (kaszb. Górny Łówc, Łówcz) – wieś kaszubska w Polsce położona w województwie pomorskim, w powiecie wejherowskim, w gminie Łęczyce. W północnej części wsi zlokalizowana jest wieża przeciwpożarowa o wysokości 35 m.
Według danych na dzień 31 marca 2021 roku wieś zamieszkuje 127 mieszkańców na powierzchni 9,51 km².

## Położenie
Miejscowość leży ok. 1 km na zachód od rzeki Łeby. Najbliżej położonym miastem jest Lębork, wieś znajduje się na południowy wschód od tego miasta.

## Historia[6]

### Średniowiecze
W wykazie dóbr rycerskich z około 1424 roku pojawiła się forma Loffcze. W tym samym roku występuje również nazwa Łówcz, jako jedyna z 77 dóbr rycerskich ziemi lęborskiej. W XVIII i XIX wieku odróżniano Łówcz Górny – z 1 folwarkiem, Łówcz średni – z 4 folwarkami oraz Łówcz Dolny – z 1 folwarkiem. 

### Zabory
W 1879 roku połączono Łówcz Średni i Górny, a ich właścicielem został Kutscher. Po parcelacji części majątku w 1909 roku została utworzona gmina chłopska Łówcz, która w 1911 roku liczyła 187 mieszkańców.

### Dwudziestolecie międzywojenne
Po 1920 roku Łówcz pozostał po niemieckiej stronie granicy, jednak większość mieszkańców stanowili Kaszubi.
W czasie panowania niemieckiego nazwa Łówcz przemianowano na Lowitz z czego rozróżniano Łówcz Górny (Uber Lotwitzer) i Łówcz Dolny (Nieder Lotwitzer) jako regiony.

### Druga wojna światowa
Podczas drugiej wojny światowej działała na tym terenie Tajna Organizacja Wojskowa Gryf Pomorski.
W roku 1945 hitlerowcy rozstrzelali w pobliskim lesie 512 więźniów obozu KL Stutthof. Miejsce to upamiętnia drewniany krzyż wykonany przez Adama Barana.

### Po wojnie
W wyniku zmiany granic i włączenia obszaru do Polski, zmieniono nazwę wsi z Lowitz na Łówcz.
Pomiędzy 1945-1954 miejscowość administracyjnie należała do województwa gdańskiego, powiatu lęborskiego, gminy Rozłazino.

Po zniesieniu gmin i pozostawienie w ich miejscu gromad, w latach 1957–1975 miejscowość administracyjnie należała do województwa gdańskiego, powiatu lęborskiego.

W latach 1975–1998 miejscowość administracyjnie należała do województwa gdańskiego.

Obecnie miejscowość zaliczana jest do ziemi lęborskiej włączonej w skład powiatu wejherowskiego.  
Aktualnie w Łówczu znajduje się Cmentarz więźniów podobozu koncentracyjnego zmarłych w 1945 w pobliskim lesie.